# Posavina
Posavina je naziv za područje uz rijeku Savu koje se proteže kroz četiri države: Sloveniju, Hrvatsku, Bosnu i Hercegovinu, te Srbiju. 
Radi se o području gdje rijeka Sava prvo u Sloveniji nastaje spajanjem Save Dolinke i Save Bohinjke, zatim u Hrvatskoj i Bosni i Hercegovini, kojima je međusobna spojnica i državna granica, kao što je, primivši rijeku Drinu, Bosni i Hercegovini i Srbiji također međusobna spojnica i državna granica, te na kraju kroz Srbiju, do Beograda, gdje se Sava ulijeva u Dunav.

## Važniji gradovi u slovenskom dijelu
- Kranj
- Ljubljana (glavni grad Slovenije)

## Važniji gradovi u hrvatskom dijelu
- Zagreb (glavni grad Hrvatske)
- Velika Gorica
- Sisak
- Kutina
- Novska
- Nova Gradiška
- Slavonski Brod
- Županja

## Važniji gradovi u bosanskohercegovačkom dijelu
- Derventa
- Bosanski Brod
- Bosanska Gradiška
- Odžak
- Bosanski Šamac
- Brčko
- Orašje
- Domaljevac
- Gradačac
- Doboj
- Srebrenik
- Modriča

## Važniji gradovi u srbijanskom dijelu
- Srijemska Mitrovica
- Šabac
- Obrenovac
- Beograd (glavni grad Srbije)